# Kirchseeon
Kirchseeon – gmina targowa w Niemczech, w kraju związkowym Bawaria, w rejencji Górna Bawaria, w regionie Monachium, w powiecie Ebersberg. Leży około 5 km na zachód od Ebersberga, przy drodze B304 i linii kolejowej InterCity Monachium – Rosenheim - Innsbruck/Salzburg.

## Demografia
Dane o ludności z 31 grudnia 2008:
| Opis                                | Ogółem | Ogółem | Kobiety | Kobiety | Mężczyźni | Mężczyźni |
| ----------------------------------- | ------ | ------ | ------- | ------- | --------- | --------- |
| Jednostka                           | osób   | %      | osób    | %       | osób      | %         |
| Populacja                           | 9436   | 100    | 4763    | 50,48   | 4673      | 49,52     |
| Wiek przedprodukcyjny (0–17 lat)    | 1670   | 17,7   | 810     | 8,58    | 860       | 9,11      |
| Wiek produkcyjny (18–65 lat)        | 5903   | 62,56  | 2917    | 30,91   | 2986      | 31,64     |
| Wiek poprodukcyjny (powyżej 65 lat) | 1863   | 19,74  | 1036    | 10,98   | 827       | 8,76      |

## Polityka
Wójtem gminy jest Udo Ockel z CSU, rada gminy składa się z 20 osób.
|      | CSU | SPD | FW | Zieloni | Razem |
| 2008 | 9   | 6   | 3  | 2       | 20    |
| 2002 | 8   | 7   | 3  | 2       | 20    |